# Olga Tañón
Olga Teresa Tañón Ortiz (Santurce,  13 de abril de 1967) es una cantante puertorriqueña de merengue y pop latino. Ha sido ganadora del Premio Grammy en dos ocasiones y cuatro veces ganadora del Grammy Latino, también 31 veces ganadora de Premios Lo Nuestro. En 2014 formó parte del jurado del programa Yo soy el artista de Telemundo en Estados Unidos. Durante su carrera ha vendido más de 5 millones de copias en el mundo.
Debido a su afinidad con Venezuela, la artista ha declarado en muchas ocasiones ser "una puertorriqueña orgullosamente venezolana". El 20 de mayo, Venezuela y Venevisión conmemoran simbólicamente el Día de Olga Tañón. En 2012 Olga escribió "Que bonita eres", un homenaje musical a Venezuela en demostración de su gratitud al país adoptivo. En 2017 editó una parte de la canción debido a las protestas que hubo en el país contra el gobierno de Nicolás Maduro.

## Biografía
A temprana edad mostró su vocación e inclinación por el canto, así como su habilidad innata para la representación escénica, no solo de la música de su tierra, sino también de otras latitudes como la música dominicana, al punto de ser considerada una de las más genuinas intérpretes del merengue dominicano.
Olga Tañón es la menor de cuatro hermanos, nacida del vínculo entre José Tañón y Carmen Gloria Ortiz, sus padres, y sus hermanos Glori, Junior y Marie, familia de modestos recursos financieros, de la localidad de Levittown, Municipio Toa Baja, San Juan, Puerto Rico.

### Primeros pasos
Con su voz de mezzosoprano, también tomó clases de baile con Junito Betancourt. Luego de la muerte de éste y gracias a sus recomendaciones pronto tuvo la oportunidad de incursionar con grupos de jóvenes artistas y así llegó a formar parte de la agrupación Las nenas de Ringo y Jossie, con la que cosechó sus primeros éxitos. Más adelante formó parte del grupo femenino Chantelle, junto con Sandra Torres y Daly Fontánez. 
Olga Tañón posee habilidad no solo para la vocalización y el canto, sino también para el baile y las artes coreográficas. Interpreta gran variedad de géneros musicales, desde la balada pop al merengue y desde la salsa al bugalú. En 1992 recibió su primer galardón tras su lanzamiento como solista. Fue reconocida como Revelación Tropical en Premios Aplausos y obtuvo un premio TVyNovelas ese mismo año. De ahí prosiguieron numerosas distinciones más, tanto en Puerto Rico como en el extranjero.

### Solista
Como cantante solista tuvo su primera oportunidad con la discográfica 'WEA Latino'. Su primer trabajo, Sola (1992) está predominantemente integrado por merengues dominicanos. Poco  después publicó un segundo trabajo, Mujer de fuego (1993), similar al anterior, con temas como Muchacho malo y Presencié tu amor, este último tema de su propia inspiración. Siente el amor, su tercer álbum (1994), incluye entre otros, el tema Es mentiroso. Los tres álbumes le valieron tres Discos de Platino.

### Nuevos senderos
Ya considerada como estrella en la década de los 90, luego de recibir innumerables críticas en su búsqueda de adaptar su estilo a otros géneros tropicales (además del merengue), logra su objetivo con el álbum Nuevos senderos (1996). Este álbum incluye temas mexicanos y baladas del género popular latino de Marco Antonio Solís. El 27 de octubre de 1998, con el productor Kike Santander, lanzó un nuevo álbum, Te acordarás de mí. A éste lo siguieron nuevos éxitos: Yo por ti, publicado el 17 de julio de 2001 y Sobrevivir en 2002. 
Sus trabajos en grabaciones en video, como Éxitos en video (2002), A puro fuego (2003) y Como olvidar (2005), parecen haber allanado el camino para establecerse firmemente en 2005 con su álbum Una nueva mujer. Su canción Hielo y Fuego fue el tema central de la teleserie chilena Sabor a ti del Canal 13 de Chile en 2000.

### Actividad profesional
Durante 2008 colaboró con Yanni en su proyecto Voces, junto con otros artistas como Alejandro Sanz, Luis Miguel, José José, Lucero, Cristian Castro, Ender Thomas y José Feliciano.
Olga Tañón se presentó en el evento Paz sin fronteras, en su segunda edición realizada en la Plaza de la Revolución de La Habana el 20 de septiembre de 2009, convocada por Juanes. Olga cantó junto a otras voces consagradas, entre ellas, Miguel Bosé, Carlos Varela, Danny Rivera, Noel Schajris, Banda El Recodo, Montez de Durango, Los Horóscopos de Durango, Amaury Pérez, Silvio Rodríguez o Juan Formell. Ha participado como jurado en La Academia séptima generación.
En 2010 formó parte del supergrupo Artists for Haiti, con el que grabó "Somos el mundo", una versión en español de la canción "We are the world". La recaudación fue destinada a ayuda humanitaria para las víctimas del terremoto de Haití de ese año.
En 2020 colaboró junto a Abraham Velázquez y Alex Zurdo en la canción «Todo pasará», una canción de esperanza en medio de la pandemia mundial decretada en 2019. El sencillo logró posicionarse en la posición 15 de la lista Latin Pop Airplay de Billboard. Además, recibió una nominación como "Mejor vídeo cristiano" en los Videoclips Awards de República Dominicana.
En 2021 recibió un homenaje junto a otras artistas en la música en un evento llamado "La música a través de ellas" por parte de la Academia Latina de la Grabación. Ese mismo año Olga lanzó su decimoquinta producción Senderos de Amor, un disco influenciado por el género regional mexicano.

## Discografía
| Año  | Álbum                                   |
| ---- | --------------------------------------- |
| 1992 | Sola                                    |
| 1993 | Mujer De Fuego                          |
| 1994 | Siente El Amor...                       |
| 1995 | Éxitos y Más                            |
| 1996 | Nuevos senderos                         |
| 1997 | Llévame contigo                         |
| 1998 | Te acordarás de mí                      |
| 1999 | Olga Viva, Viva Olga                    |
| 2001 | Yo por ti                               |
| 2002 | Sobrevivir                              |
| 2003 | A Puro Fuego                            |
| 2005 | Cómo Olvidar... Lo Mejor De Olga Tañón  |
| 2005 | Una Nueva Mujer                         |
| 2006 | Una Nueva Mujer Edición Especial CD/DVD |
| 2006 | 100% Merengue                           |
| 2006 | Soy como tú                             |
| 2007 | Éxitos en 2 Tiempos                     |
| 2008 | Fuego en Vivo Vol. 1 Sólo Éxitos        |
| 2008 | Fuego en Vivo Vol. 2 Sólo Éxitos        |
| 2009 | 4/13                                    |
| 2011 | Ni Una Lágrima Más                      |
| 2013 | Una Mujer                               |
| 2017 | Olga Tañón y Punto                      |
| 2021 | Senderos de Amor                        |
| 2021 | Tañón pal' combo es lo que hay          |

## Premios
Por su poderío vocal, La Mujer de Fuego ha sido merecedora de los premios más prestigiosos a nivel mundial. La seis  veces ganadora del Grammy ha trabajado incansablemente desde su infancia. En 2001 le llegó su primer Grammy, otorgado por la Academia Nacional de Artes y Ciencias de la Grabación por su primer disco en vivo Olga Viva, Viva Olga. Asimismo, en febrero de 2002 se convirtió en la primera y única artista latina femenina en obtener el Grammy Awards por dos años consecutivos gracias a su producción Yo Por Ti. Su cuarto Grammy y su primero en la categoría Pop lo recibió en 2003 con su producción Sobrevivir. Con Una Nueva Mujer, Olga conquistó en 2006 su quinto Grammy, esta vez en la categoría Tropical Contemporáneo. Olga hizo historia en Venezuela como la primera mujer en ganar un Doble Diamante en la edición XIX del Festival Internacional de la Orquídea de Venevision y el programa sabatino Súper Sábado Sensacional en 2001 donde se presentó también en 2006 y 2008, mientras que Ritmo Latino le concedió los galardones Cantante Tropical del Año Columbia House y Mejor Grabación Artista Femenina. Cabe destacar que en la tierra de Bolívar también le otorgó la llave de la ciudad de Maracaibo y fue la triunfadora absoluta del Top Festival de la Feria de Barquisimeto al obtener el premio Platino y un doble Platino. Es la primera cantante en ostentar este galardón con un récord de asistencia de más de 120.000 personas. En 2008, la súper estrella puertorriqueña fue reconocida con un Premio Lo Nuestro a La Trayectoria, un merecido homenaje a sus 20 años de carrera artística.

### Latin Billboard Music Awards
- 2010 – Tropical Airplay Song of the Year
- 2010 – Tropical Airplay Artist of the Year
- 2010 – Tropical Album of the Year
- 2010 – Tropical Album Artist of the Year, Solo
- 2009 – Tropical Album of the Year
- 2008 – Tropical Album of the Year, Female
- 2007 – Tropical Album of the Year, Female
- 2004 – Tropical/Salsa Airplay Track of the Year
- 2003 – Tropical Álbum of the Year, Female
- 2002 – Tropical/Salsa Álbum of the Year, Female
- 2002 – Tropical Airplay Track of the Year
- 2002 – Tropical Airplay Track of the Year

### Grammy AwardsyLatin Grammy
- Olga Tañon y Punto (2017 Latin GRAMMY Award Best Tropical Fusion Album)
- Una Nueva Mujer (2006 Latin GRAMMY Award Best Contemporary Tropical Album)
- Sobrevivir (2003 Latin GRAMMY Award Best Female Pop Vocal Album)
- Yo por ti (2002 Latin GRAMMY Award Best Merengue Album)
- Yo Por Ti (2002 GRAMMY Award Best Merengue Album)
- Olga Viva, Viva Olga (2001 GRAMMY Award Best Merengue Album)

### Premios Lo Nuestro
- 2014 
  - Premio Lo Nuestro: Tropical - Artista Femenino Del Año
  - Premio Lo Nuestro: Tropical - Artista Merengue Del Año
- 2013 
  - Premio Lo Nuestro: Tropical - Artista Femenino del Año
- 2012
  - Premio Lo Nuestro: Tropical - Artista Femenino del Año
- 2011
  - Premio Lo Nuestro: Tropical - Artista Femenino del Año
- 2009
  - Premio Lo Nuestro: Artista Femenina del Año (Tropical)
  - Premio Lo Nuestro: Artista Tropical Merengue del Año
- 2008
  - Premio Lo Nuestro a la Trayectoria  (20 años de carrera artística)
- 2002
  - Álbum Tropical de Año (Yo Por Ti)
  - Artista Tropical Femenina del Año
  - Canción Tropical del Año (Cómo Olvidar)
  - Mejor interpretación de Merengue
  - Voto Popular
- 1993
  - Premios Lo Nuestro: Cantante Tropical del Año

### Premios Texas
- 2009 
  - Premios Texas: Homenaje a su Trayectoria Musical
  - Premios Texas: Mejor Vocal Femenina
  - Premios Texas: Mejor Artista Tropical

### Festival de la Orquídea
- Festival de la Orquídea: primera Orquídea de Uranio 2008
- Festival de la Orquídea: Orquídea de doble diamante 2006
- Festival de la Orquídea - Orquídea de Diamante, Primera Mujer en la historia en ganar tal galardón. 2001

### Barquisimeto Top Festival
- Galardón Doble Platino 2008

### Premios ASCAP
- Premio ASCAP: Mejor Composición Tropical por Flaca o Gordita 2008
- Premio Ascap: Presencié Tu Amor 1993

### Premios TV y Novelas
- Premios TV y Novelas: Cantante Tropical 1993
- Premios TV y Novela: Revelación Tropical 1992

### Premios Tu Música
- Premios Tu Música: Mejor Grabación de Merengue 1994
- Premios Tu Música: Mejor Intérprete Femenino  1994

### Otros reconocimientos
- Premio Orgullosamente Latino: Solista Latina del Año 2007
- Premio de la Gente: Artista Tropical del año 2007
- Premios Ritmo Latino - Cantante Tropical del Año 2002
- Columbia House - Mejor Grabación Artista Femenina 2002
- Premios Cassandra: Agrupación Extranjera Destacada en el País 1998
- Revista Artistas: Cantante de Merengue más destacada 1997
- Premios Tu Música: Mejor Producción Musical 1996
- Premios Farándula: Álbum del Año Siente el Amor 1995
- Revista Teve Guía:  El Rostro Más de la Televisión Puertorriqueña 1994
- Asociación Cronistas de Espectáculos de Nueva York: Premio Ace: Revelecion Tropical Femenina 1994
- Premios Aqueybana: Mejor Orquesta del Año
- Premios Aplausos 1992

## Telenovelas
- Yo soy Betty, la fea (2001)